# Sericania mara
Sericania mara är en skalbaggsart som beskrevs av Ahrens 2004. Sericania mara ingår i släktet Sericania och familjen Melolonthidae. Inga underarter finns listade i Catalogue of Life.